# Calliostoma bernardi
Calliostoma bernardi är en snäckart som beskrevs av J. H. McLean 1984. Calliostoma bernardi ingår i släktet Calliostoma och familjen Calliostomatidae. Inga underarter finns listade i Catalogue of Life.